# Хакимов, Рафаэль Рустемович
Рафаэль Рустемович Хакимов (род. 4 июня 1990, Уфа) — российский хоккеист, вратарь. Мастер спорта России (2024).

## Биография
Воспитанник «Салавата Юлаева». Начинал играть в команде первой лиги «Салават Юлаев-2» (2007/08 — 2008/09), после образования МХЛ выступал за «Толпар» (2009/10 — 2011/12). Два сезона (2012/13 — 2013/14) провёл в команде ВХЛ «Торос». В конце августа 2014 года подписал двухлетний контракт с новокузнецким «Металлургом», провёл за команду 42 матча в сезоне КХЛ. 5 мая 2015 вернулся в «Салават Юлаев». Провёл в начале сезона только один матч и был отправлен в «Торос». 4 мая 2016 года был обменян в «Нефтехимик». Провёл три матча в КХЛ, два — за «Ариаду» в ВХЛ и 24 декабря был обменян в «Металлург» Новокузнецк. 1 мая 2017 года был обменян обратно в «Нефтехимик», а 27 мая расторг контракт по соглашению сторон. Два сезона отыграл в ВХЛ за «Нефтяник» Альметьевск (2017/18) и «Металлург» Новокузнецк (2018/19). 1 мая 2019 подписал однолетний контракт в клубом КХЛ «Северсталь» Череповец. Затем — игрок команд ВХЛ «Нефтяник» Альметьевск (2020/21 — 2021/22), «Сокол» Красноярск (2022/23 — 2023/24), «Юнисон-Москва» (с 2024/25).
Выпускник Высшей школы тренеров по хоккею с шайбой имени Михалёва (2011).